# Federální pohár v basketbalu žen
Federální pohár v basketbalu žen je mezinárodní soutěž ženských basketbalových družstev, které se účastní týmy z Česka a Slovenska. Po několika odkladech, primárně kvůli problémům spojených s pandemií covidu-19, se první ročník konal v roce 2022 ve slovenských Piešťanech.

## Postupový klíč
Hraje 8 týmů, z toho 4 české a 4 slovenské. Jedno místo je rezervováno pro vítěze předchozího ročníku. České týmy se řadí po kvalifikaci a vítězství v osmifinále. Slovenské týmy se řadí na základě jejich umístění v tabulce národní extraligy.

## Přehled finalistů
| Rok  | Místo finále                     | Vítěz                | Finalista            |
| ---- | -------------------------------- | -------------------- | -------------------- |
| 2022 | Piešťany                         | Sokol Hradec Králové | Young Angels Košice  |
| 2023 | Hradec Králové                   | BK Žabiny Brno       | Sokol Hradec Králové |
| 2024 | Piešťany                         | BK Žabiny Brno       | Piešťanské Čajky     |
| 2025 | Brandýs nad Labem-Stará Boleslav | Piešťanské Čajky     | KP Brno              |